# Churchill Falls vattenkraftverk
Churchill Falls vattenkraftverk ligger vid Churchills Fall på Churchill floden i Kanada. Vattenkraftverket har en fallhöjd på cirka 313 meter och en installerad effekt på 5225 MW. Smallwood Reservoir heter den 64 km långa men endast 20 meter höga damm som har en area på 6500 kvadratkilometer. Regleringsvolymen som är användbar är också stor, hela 31 kubikkilometer. Genom detta kan kraftverket producera 34,5 TWh el årligen, vilket motsvarar mer än hälften av hela Sveriges vattenelproduktion. Fram till och med 1965 hette vattenkraftverket Grand Falls men efter Winston Churchills död, döptes kraftverket om till Churchill Falls vattenkraftverk.

### Fotnoter
1. ↑  http://www.ne.se/churchill-falls